# The Singles (album de Lady Gaga)
Pour les articles homonymes, voir The Singles.
Compilations par Lady Gaga
The Remix Born This Way: The Remix
The Singles est une compilation de l’artiste américaine Lady Gaga. Elle sort uniquement au Japon le 8 décembre 2010. Celle-ci contient les précédents singles de Gaga issus de ses deux premiers albums, The Fame et The Fame Monster, ainsi que de son premier maxi, The Cherrytree Sessions, qui dans certains renferme une piste bonus, Christmas Tree. La compilation est uniquement produite à 5000 exemplaires. En plus des singles, elle regroupe des remixs de différents artistes tels que Trevor Simpson, LLG & GLG, Space Cowboy, Robot to Mars et Chew Man Fu. La compilation est médiatisée mais ne reçoit pas beaucoup de critiques professionnelles comme il s’agit d’abord d’un best-of que d’une compilation. The Singles n’est pas bien accueilli commercialement vu sa production et sa commercialisation limitée au Japon mais se positionne tout de même au 116e rang du hit-parade japonais, le Oricon Albums Chart.

## Développement et composition
Le 17 novembre 2010, lors d’une conférence de presse, Universal Music Japan annonce qu’une compilation contenant les huit premiers singles de Gaga, Just Dance, Poker Face, Eh, Eh (Nothing Else I Can Say), LoveGame, Paparazzi, Bad Romance, Telephone et Alejandro, ainsi qu’un de ses maxis, The Cherrytree Sessions, sera en vente dès décembre 2010 exclusivement au Japon.  
La même journée, les responsables de publicité annoncent également que la compilation, intitulée The Singles, sera limitée à un tirage de 5000 exemplaires. Celle-ci est offerte dans une boîte montrant une photo prise par Hedi Slimane utilisée dans le livret de The Fame Monster et exploitée en guise de pochette promotionnelle pour l’envoi du single Telephone aux chaînes de radio britanniques,,. À l’intérieur sont contenus neuf différents singles renfermant tous un disque, mis à part le dernier, qui se révèle être un maxi. Les chansons figurant dans The Singles sont toutes d’un style dance-pop ou synthpop, la plupart étant des remixs. Plusieurs DJs tels que Space Cowboy, Robot to mars, Alphabeat, Dave Aude ou encore Chew Man Fu les mixent. Celles-ci ne sont cependant pas inédites, ayant déjà apparues dans les maxis de remixs dédiés respectivement à chaque single.

## Accueil critique et performance dans les hit-parades
Vu sa sortie limitée, non seulement en quantité, mais aussi en distribution, et son absence de nouvelles chansons, The Singles n’a pas reçu un grand nombre d’avis de la part des critiques musicaux professionnels. Toutefois, la compilation a été considérablement médiatisée dans la presse et a donc bénéficié d’une certaine attention sans pour autant être notée. Les reporters de la chaîne de radio NRJ affirment qu’elle contient des « tubes pop-dance ». Globalement, les journalistes soutiennent cette sortie qui, selon eux, a eu lieu pour permettre à The Fame Monster de poursuivre ses ventes stables au Japon. Au niveau commercial, la compilation entre dans le Oricon Charts, le hit-parade japonais, qui est géré par la Recording Industry Association of Japan, à la 166e place dans la semaine du 8 décembre 2010, devenant ainsi le quatrième LP de Gaga à entrer dans le « top 200 » japonais, après The Fame, The Fame Monster et The Remix,,,. Au total, The Singles s’est écoulé à 5000 exemplaires au Japon, ce qui équivaut à sa quantité de production.

## Liste des pistes
Toutes les chansons sont écrites par Lady Gaga ; Informations additionnelles ci-dessous.
| No  | Titre                                                                     | Auteur                                       | Producteur(s)                     | Durée |
| --- | ------------------------------------------------------------------------- | -------------------------------------------- | --------------------------------- | ----- |
| 1.  | Just Dance                                                                | RedOne, Aliaune Thiam                        | RedOne                            | 4:02  |
| 2.  | Just Dance (Trevor Simpson Remix)                                         | RedOne, Aliaune Thiam                        | Trevor Simpson                    | 7:20  |
| 3.  | Poker Face                                                                | RedOne                                       | RedOne                            | 4:02  |
| 4.  | Poker Face (LLG vs GLG Radio Mix)                                         | RedOne                                       | LLG vs GLG                        | 4:06  |
| 5.  | Eh, Eh (Nothing Else I Can Say)                                           | Martin Kierszenbaum                          | Martin Kierszenbaum               | 2:57  |
| 6.  | Poker Face (Space Cowboy Remix)                                           | RedOne                                       | Space Cowboy                      | 4:54  |
| 7.  | LoveGame                                                                  | RedOne                                       | RedOne                            | 3:33  |
| 8.  | LoveGame (Robot to Mars Remix)                                            | RedOne                                       | Robot to Mars                     | 3:13  |
| 9.  | Paparazzi                                                                 | Rob Fusari                                   | Rob Fusari                        | 3:29  |
| 10. | Paparazzi (Chew Fu Ghetto Remix)                                          | Rob Fusari                                   | Chew Man Fu                       | 3:48  |
| 11. | Bad Romance                                                               | RedOne                                       | RedOne                            | 4:54  |
| 12. | Bad Romance (Bimbo Jones Radio Remix)                                     | RedOne                                       | Bimbo Jones                       | 3:58  |
| 13. | Telephone                                                                 | R. Jerkins, L. Daniels, Beyoncé, L. Franklin | Rodney Jerkins                    | 3:40  |
| 14. | Telephone (Alphabeat Remix)                                               | R. Jerkins, L. Daniels, Beyoncé, L. Franklin | Alphabeat                         | 4:51  |
| 15. | Alejandro                                                                 | RedOne                                       | RedOne                            | 4:34  |
| 16. | Alejandro (Dave Aude Radio Remix)                                         | RedOne                                       | Dave Aude                         | 3:51  |
| 17. | Poker Face (Piano & Voice Version) (Live at The Cherrytree House)         | RedOne                                       | Martin Kierszenbaum               | 3:38  |
| 18. | Just Dance (Stripped Down Version) (Live at The Cherrytree House)         | RedOne, Aliaune Thiam                        | RedOne, Martin Kierszenbaum       | 2:05  |
| 19. | Eh, Eh (Nothing Else I Can Say) (Electric Piano & Human Beat Box Version) | Martin Kierszenbaum                          | Martin Kierszenbaum               | 3:03  |
| 20. | Christmas Tree                                                            | Rob Fusari                                   | Martin Kierszenbaum, Space Cowboy | 2:22  |

## Classements
| Pays  | Position | Temps au hit-parade | Certification |
| ----- | -------- | ------------------- | ------------- |
| Japon | 166e     | 1 semaine           |               |

## Historique des sorties
| Pays        | Date             | Format   | Label                                        |
| ----------- | ---------------- | -------- | -------------------------------------------- |
| Japon       | 8 décembre 2010  | Physique | Universal Music                              |
| Allemagne   | 14 décembre 2010 | Physique | Interscope, Streamline, Kon Live, Cherrytree |
| France      | 14 décembre 2010 | Physique | Interscope, Streamline, Kon Live, Cherrytree |
| Royaume-Uni | 14 décembre 2010 | Physique | Interscope, Streamline, Kon Live, Cherrytree |